# Traité d'assistance mutuelle soviéto-estonien
Le traité d'assistance mutuelle soviéto-estonien, également connu sous le nom de traité de bases, était un traité bilatéral signé à Moscou le 28 septembre 1939. Le traité obligeait les deux parties à respecter la souveraineté et l'indépendance de l'autre et permettait au gouvernement soviétique d'établir des bases militaires en Estonie. Ces bases ont facilité la prise de contrôle soviétique du pays en juin 1940.
Il a été signé par le ministre estonien des Affaires étrangères Karl Selter et le commissaire soviétique des Affaires étrangères Viatcheslav Molotov. Les ratifications ont été échangées à Tallinn le 4 octobre 1939 et le traité est entré en vigueur le jour même. Il a été enregistré dans le Recueil des Traités de la Société des Nations le 13 octobre 1939.

## Contexte
En septembre 1939, l'Union soviétique affirme son contrôle sur les États baltes avec le pacte Molotov-Ribbentrop. Les Soviétiques envahissent la Pologne le 17 septembre, et concluent les opérations le 6 octobre. Après avoir occupé l'est de la Pologne, les Soviétiques font pression sur la Finlande et les États baltes pour qu'ils concluent des traités d'assistance mutuelle. Les Soviétiques remettent en cause la neutralité de l'Estonie à la suite de la fuite d'un sous-marin polonais le 18 septembre. Une semaine plus tard, le 24 septembre, le ministre estonien des Affaires étrangères Karl Selter reçoit un ultimatum à Moscou. Les Soviétiques exigent la conclusion d'un traité d'assistance mutuelle qui prévoit l'établissement de bases militaires en Estonie. Le gouvernement estonien cède à l'ultimatum.

## Articles du traité
- L'article 1 prévoyait une coopération militaire entre les parties en cas d'attaque par un tiers.
- L'article 2 obligeait le gouvernement soviétique à aider le gouvernement estonien en lui fournissant de l'armement.
- L'article 3 autorisait le gouvernement soviétique à établir des bases militaires et navales sur le territoire estonien.
- L'article 4 obligeait les gouvernements soviétique et estonien à ne pas s'engager dans des alliances militaires contre l'autre partie.
- L'article 5 stipulait que les systèmes politiques et économiques et la souveraineté des deux parties ne seraient pas affectés par le traité. Il stipulait clairement que les zones où les bases soviétiques devaient être établies continueraient de faire partie de l'Estonie.
- L'article 6 traitait de la ratification et stipulait que le traité resterait en vigueur pendant dix ans, avec la possibilité de le prolonger de cinq ans.
- L'article 7 stipulait que le texte officiel du traité serait en russe et en estonien.

## Conséquences

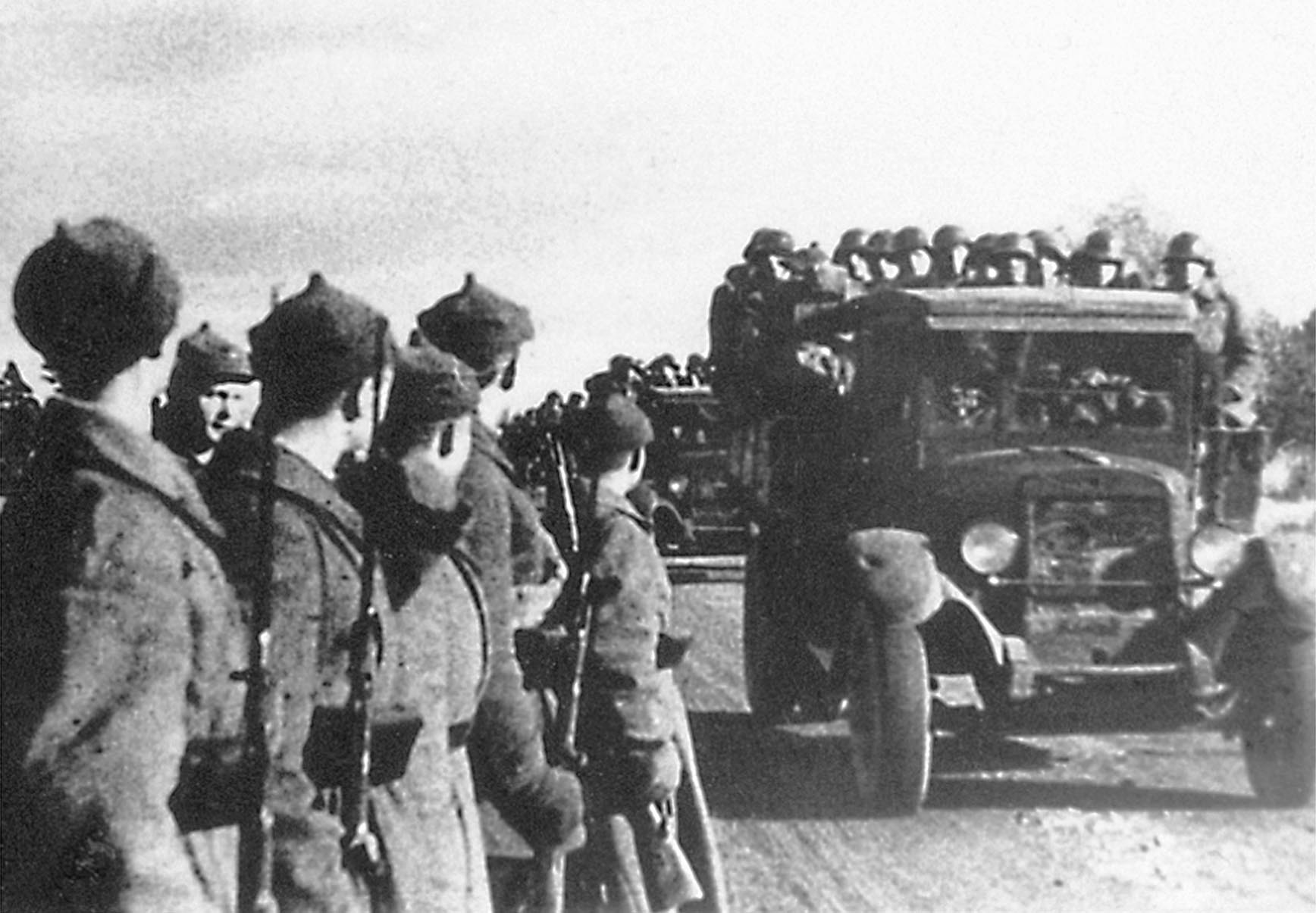
L'Armée rouge est entrée en Estonie en 1939 après que l'Estonie ait été contrainte de signer le traité de bases.

Les Soviétiques concluent des traités similaires avec la Lettonie le 5 octobre et la Lituanie le 10 octobre. Ce dernier traité transfère le district de Vilnius à la Lituanie. La Finlande est invitée à entamer des négociations similaires le 5 octobre. Contrairement aux pays baltes, les négociations finno-soviétiques durent des semaines sans résultat.
En octobre 1939, le gouvernement soviétique commence à stationner des troupes en Estonie en nombre dépassant les forces armées estoniennes. En conséquence, le gouvernement soviétique prend progressivement le contrôle du territoire de l'Estonie. Cela permet aux forces soviétiques de couler le navire marchand estonien Kassari dans la mer Baltique le 10 décembre 1939 sans aucune réponse estonienne.
Les Soviétiques envahissent la Finlande le 30 novembre.
Le 17 juin 1940, les Soviétiques occupent et annexent l'Estonie après avoir envahi les deux autres États baltes.